# كازو اوميزو
كازو أوميزو (باليابانية: 楳図 かずお) (2024-1936) هو مانغاكا وموسيقي وممثل ياباني.

## مسيرته
وُلد كازو أوميزو في محافظة واكاياما، غرب اليابان، عام 1936، ونشأ في محافظة نارا المجاورة. بدأ شغفه بالرسم منذ طفولته، وظهر لأول مرة كمانغاكا في عام 1955، عندما كان طالبًا في المدرسة الثانوية.
خلال الستينيات، اكتسب شهرة كمانغاكا رعب من خلال أعمال مثل "هيبي شوجو"، التي تتناول قصة فتاة تنتقم من ثعبان عملاق، و"نيكومي كوزو"، التي يظهر فيها وحش قط كبطل مظلم. في عام 1972، أطلق سلسلة "هيوريو كيوشيتسو"، التي تصور صراع البقاء للأطفال الذين تم نقلهم مع مبنى مدرستهم الابتدائية إلى عالم مدمر. وتم تحويل هذه السلسلة إلى روايات وأفلام، كما حصل أوميزو على جائزة شوغاكوكان للمانغا تقديرًا لإبداعه في هذا العمل وأعمال أخرى.
توفي في 28 أكتوبر/تشرين الأول 2024 عن عمر يناهز 88 عامًا.

## روابط خارجية
- كازو أوميزو على موقع IMDb (الإنجليزية)
- كازو أوميزو على موقع ميوزك برينز (الإنجليزية)
- كازو أوميزو على موقع ديسكوغز (الإنجليزية)
- كازو أوميزو على موقع قاعدة بيانات الفيلم (الإنجليزية)
- كازو أوميزو على موقع ANN person (الإنجليزية)